# Gare de Berlin Sonnenallee
La gare de Berlin Sonnenallee (BSO) est une gare ferroviaire à Berlin sur le Ringbahn. Elle est située dans le quartier Neukölln dans l'arrondissement du même nom. Elle se trouve au sud-ouest de la rue Sonnenallee.

## Histoire
La gare a été mise en service en octobre 1912 sous le nom de Kaiser-Friedrich-Straße en référence à l'empereur Frédéric III d'Allemagne. En 1930, elle était desservie par le S-Bahn. En octobre 1939, la station a été renommée Braunauer Straße, en l'honneur de Braunau am Inn, la ville natale d'Adolf Hitler en Autriche. La circulation s'est interrompue du fait de la bataille de Berlin d'avril au 18 juin 1945. La Deutsche Reichsbahn (RDA) a renommé la station Sonnenallee le 31 juillet 1947.

## Service des voyageurs

### Accueil
La gare dispose d'un ascenseur et est donc accessible aux personnes à mobilité réduite.

## Galerie de photographies

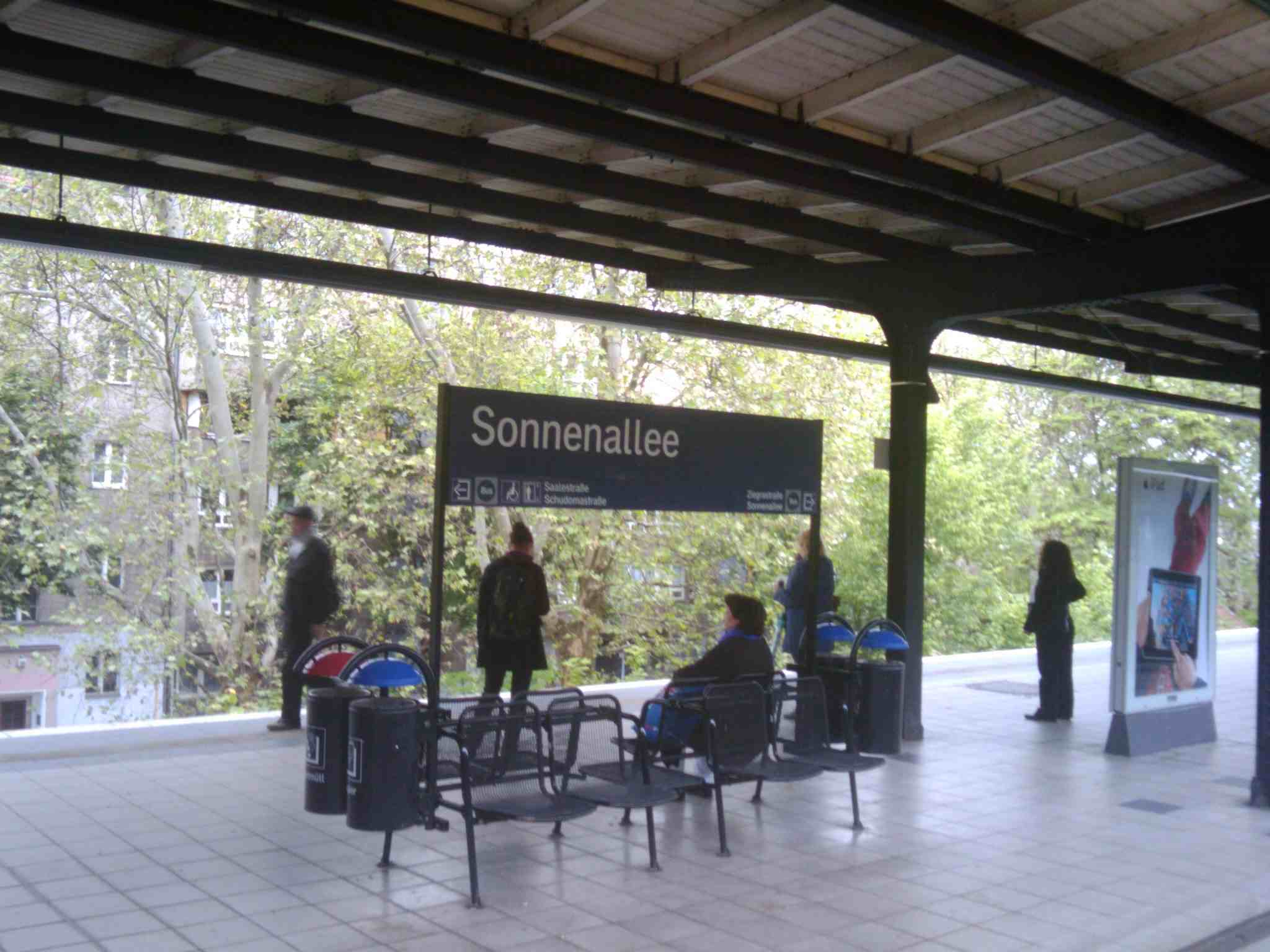
Signalétique sur le quai
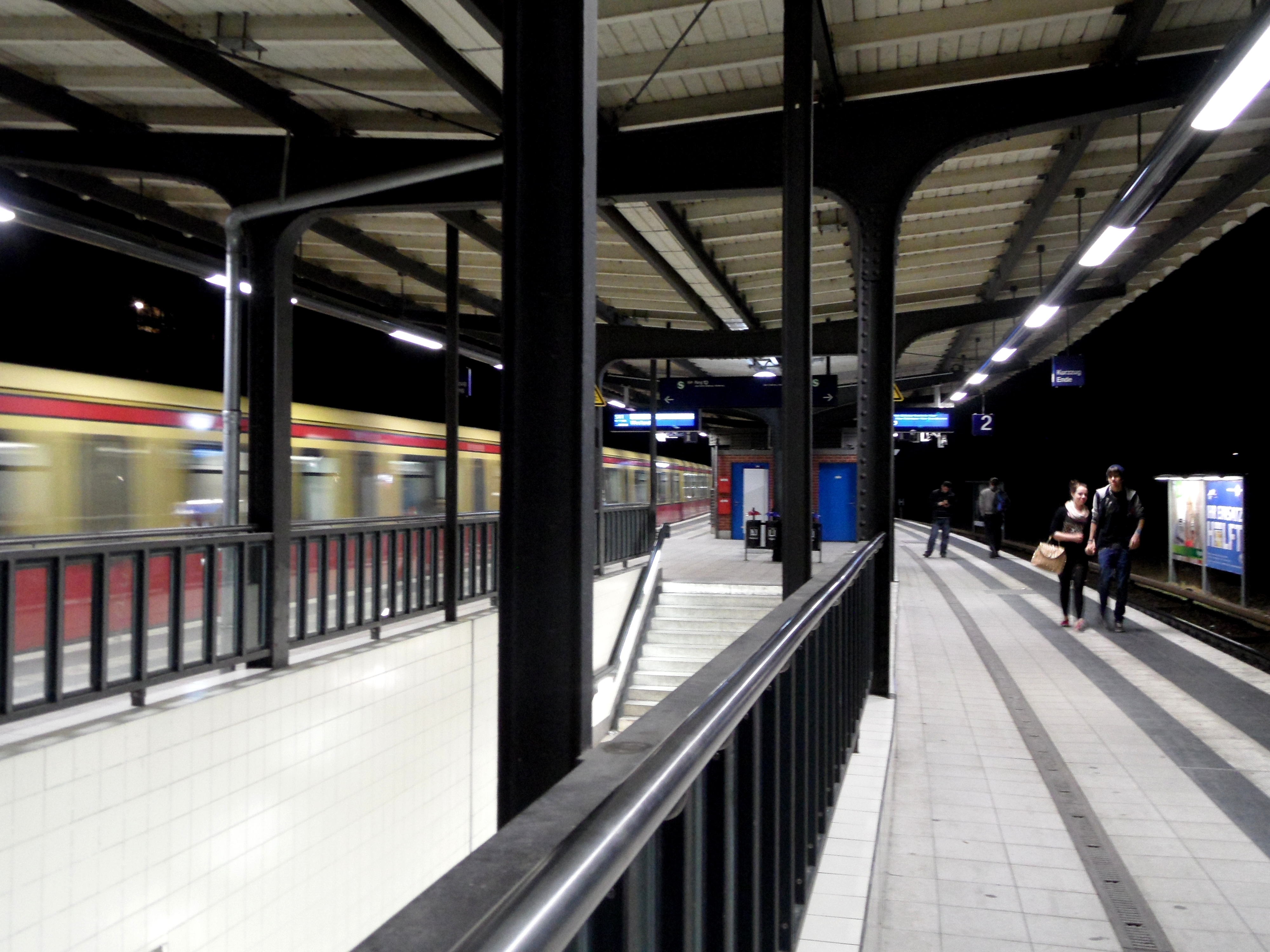
Le quai en mars 2012